# Don Rich
Don Rich (* 15. August 1941 als Donald Eugene Ulrich in Olympia, Washington; † 17. Juli 1974 in Morro Bay, Kalifornien) war ein US-amerikanischer Country-Musiker und -Gitarrist. Er trat mit Buck Owens auf und hatte großen Anteil an der Entwicklung des Bakersfield Sounds in den frühen 1960er-Jahren. Er spielte neben zahlreichen Aufnahmen mit Buck Owens als Sänger auch das bekannte Country-Instrumental Buckaroo als Lead-Gitarrist ein.

## Biografie

### Anfänge
Don Rich wurde im US-Bundesstaat Washington geboren und nahm schon früh Geigenunterricht. Im Alter von 18 Jahren traf er auf Buck Owens, der nach Puyallup, Washington, gezogen war und zu dieser Zeit einen Plattenvertrag mit Capitol Records hatte, außerdem moderierte Owens eine lokale Fernsehsendung und war Teilhaber eines kleinen Radiosenders. Nachdem Rich und Owens für ein Jahr gemeinsam Musik gemacht hatten, verließ Owens Puyallup wieder und kehrte zurück nach Bakersfield, wo ihn kurz darauf ein Brief von Rich erreichte, in dem dieser ihm mitteilte, dass er vom College genug habe und für eine Musikerkarriere bereit sei.

### An der Seite von Owens
Owens holte Rich nach Kalifornien und Rich zog, frisch verheiratet mit seiner Freundin Marlene, nach Bakersfield. Die erste Platte mit Don Rich als Gitarrist war die Single Excuse Me (I Think I’ve Got a Heartache). Da Owens und Rich noch keine Band hatten, spielte das Duo mit jeder Clubband in der Umgebung. Schnell übernahm Don Rich, statt Geige zu spielen, den Part des Lead-Gitarristen von Buck Owens und entwickelte seinen eigenen Stil auf der Fender Telecaster, angeleitet von Owens, der darauf bereits seinen eigenen „scharfen“ Klang praktiziert hatte. Rich begleitete fortan Owens nicht nur als Gitarrist, sondern auch als Harmoniesänger, was stark zum Wiedererkennungswert ihrer Musik beitrug.
Don Rich war für Buck Owens mehr als nur ein Kollege, er beriet ihn auch in musikalischen Fragen. Er empfahl ihm einen von Johnny Russell und Vonie Morrison geschriebenen Song; Act Naturally wurde 1963 Owens’ erster Nummer-eins-Hit.
Als Owens kurz darauf die Band „The Buckaroos“ (Bass: Doyle Holly, Schlagzeug: Willie Cantu, Steel Guitar: Tom Brumley) gründete, war „Dangerous“ Don Rich, so sein Spitzname, als Gitarrist deren Bandleader. Um seine musikalischen Fähigkeiten weiterzuentwickeln, hörte sich Rich nicht nur Country-Aufnahmen an, sondern ließ sich auch von Jazz-Gitarristen beeinflussen.
Mitte der 1960er-Jahre moderierte Buck Owens im Fernsehen eine eigene Sendung, The Buck Owens Ranch. Diese eröffnete immer Don Rich mit dem Instrumental Buckaroo. 1969 startete die Sendung Hee Haw, die Owens gemeinsam mit Roy Clark moderierte. Die Buckaroos waren stets als Hausband dabei.
Rich spielte neben der Fender Telecaster, die ihn berühmt machte, in seltenen Fällen auch die Gibson Les Paul.

### Tod
Am 17. Juli 1974 verunglückte Rich im Alter von 32 Jahren mit seinem Motorrad in Morro Bay, Kalifornien tödlich. Der Tod seines engen Freundes warf Buck Owens aus der Bahn; sein Vertrag bei Capitol Records lief 1975 aus, und seine Karriere hatte ihren Zenit überschritten. Erst später gelang es Owens wieder, erfolgreich zu arbeiten.

## Wirkung
Don Richs Soli auf der Gitarre und sein scharfer Telecaster-Sound sind bis heute berühmt. Trotz seines frühen Todes hat Rich durch seine Zusammenarbeit mit Buck Owens den Bakersfield-Sound entscheidend geprägt.